# Почепська сотня
Почепська сотня - територіально-адміністративна і військова одиниця Гетьманщини в 1648-1782 pp.

## Історія
Виникла як адміністративна одиниця та військовий підрозділ автономного Стародубського повіту Чернігівського полку наприкінці 1648 року. Територію складали містечко Почеп та села Глазів, Димове, Ішове, Рогове, Синькове, Сітолове, Тубольці, Шубурове. У 1654 році сотня увійшла до складу Ніжинського полку зі старшиною: Рославець Андрій Іванович - писар, Лазар Добросельцев - осавул, Афанасій Карпов - хорунжий, а у 1663 році - до окремого щойно створеного Стародубського полку, в якому надалі знаходилася аж до ліквідації автономної адміністрації Лівобережжя у 1782 р. її територію включено до Новгород-Сіверського намісництва. Почеп став також центром гетьманської домінії - Почепської волості, села якої були розкидані по всьому Стародубському полку. 
Сотенний центр: місто Почеп,  на сьогодні райцентр, тимчасово в Брянській області Російської Федерації.

## Сотники
- Ширяй Семен (1648-1649).
- Прокопович Християн (1649).
- Кирило Якович (1651-1653).
- Рославець Петро Іванович (1653-1654).
- Сидоров Михайло (1654).
- Андрій (1656).
- Рославець Петро Іванович (1657).
- Карпачонок Семен (1657).
- Рубан (1660).
- Рославець Овдій Іванович (1665-1670).
- Ходневич Федір (1666, н.).
- Ніздря Наум Григорович (1670).
- Базилевич Левко (1670).
- Ходневич Федір (1671).
- Рославець Овдій Іванович (1672-1676).
- Ніздря Наум Григорович (1676).
- Кирило Якович (1676-1677).
- Ніздря Наум Григорович (1677).
- Кошарський Яків Федорович (1677).
- Рославець Овдій Іванович (1678).
- Мусій Васильович (1679, н.).
- Кирило Якович (1679, н.).
- Ніздря Наум Григорович (1679-1687).
- Кирило Якович (1685, н.).
- Мусій Васильович (1685, н.).
- Байдак Адам Іванович (1687-1690).
- Плушенко Яків Павлович (1687, ні).
- Мусій Васильович (1689, н.).
- Короткевич Григорій (1691).
- Осип Мартинович (1691-1695).
- Василь Андрійович (1692, н.).
- Карнович Антін Петрович (1693, н.).
- Коровка-Вольський Гнат (1695-1696).
- Буташевич Іван Якович (1695, н.).
- Рославець Лук'ян (1696-1697).
- Курочка Кіндрат Михайлович (1698, н.).
- Кирило Якович (1699, н.).
- Осип Мартинович (1700).
- Рославець Лук'ян (1700-1701).
- Алфьоров Кузьма (1702).
- Ніздря Пилип (1702, н.).
- Шухаренко Сава (1702, н.).
- Ботвинка Євстахій Семенович (1705-1706, н.).
- Рославець Лук'ян (1709).
- Губчиць Іван Михайлович (1710-1729).
- Янковський Михайло (1723, н.).
- Рославець Дмитро (1729-1731, н.).
- Губчиць Іван Іванович (1733-1734, н.; 1735-1749).
- Варавський Василь (1734-1735, н.).
- Ботвинка Микита (1742-1744, н.).
- Губчиць Василь Іванович (1749-1764).
- Карнович Антін (1759, н.).
- Дівович Олексій Данилович (1764-1769).
- Булашевич Олексій (1772).

## Населені пункти
На середину XVIII ст.: Анишине, село; Бабиничі, село; Билики, село; Знбики, село; Білків, село; Близниці, село; Болотихове, село; Барики, село; Буда, село; Булашеве, село; Велика Деремня, село; Веребейня, село; Високе, село; Витівка, село; Вища Злобина, село; Волжин, село; Волохи, село; Гариці, село; Глазове, село; Гнилиця, село; Горбачі, село; Городники, село; Гришковичі, село; Дмитрове, село; Довбежів, село; Єлисеєвичі, село; Женське, село; Журавка, село; Зикієве, село; Зіваки, село; Злобина, село; Ігрушин, село; Іллюшине, село; Ішове, село; Клинок, село; Кобелі, село; Казанове, село; Колодня, село; Керманове, село; Коротке, село; Косачі, село; Котельки, село; Кошів, село; Курманове, село; Кучеєве, село; Личове, село; Лютенька, село; Макарове, село; Мала Деременька, село; Малинка, слобода; Микольщина, село; Міхове, село; Мощена, село; Муравка, село; Надинка, село; Нижні Злобинці, село; Норине, село; Огородники, село; Ожеги, село; Оксамитове, село; Олексіївськ, село; Онохове, село; Печня, слобода; Писарівка, село; Піски, село; Подузове, село; Полянка, село; Попсуївка, слобода; Ратне, село; Ручиця, село; Рудня, село; Рукавичин, село; Рябці, село; Савлукове, село; Санники, село; Сеньків, село; Сеталове, село; Синьків, село; Соколина, слобода; Старий Почеп, село; Сулашеве, село; Супрягіне, село; Тарутине, село; Телеші, село; Титовщина, село; Третяки, село; Трусівка, село; Усошки, село; Устинове, село; Хоробичі, село; Чемоданове, село; Чопове, село; Шаулине, село; Шинчі, село; Шматівка, село; Шуморове, село.
У "Генеральному описі Малоросії" 1765-1769 pp. виділені поселення значаться за іншими сотнями. Разом з тим у ньому до Почепської першої сотні приписані такі села і слободи: Аксамитове, Бахаричеве, Білавське, В'язівка, Гвоздове, Гнезделич, Доманич, Дугутове, Єлисієвичі, Жерятине, Заміська Слобода, Малі Лісові Казани, Клюшине, Кугучеве, Кукшинове, Кулієве, Лисиєвичі, Озарове, Подименка, Покровщина, Полники, Попечівка, Попівка, Почеп, Рубча, Савинка, Силинове.